# Улица 300-летия Флота России
У́лица 300-ле́тия Фло́та Росси́и — улица в Правобережном округе Липецка. Проходит в Ссёлках от Краеведческой улицы до улицы Братьев Сенявиных (между улицами Апраксина и Кольцова).
Образована 10 июня 1996 года в новом районе индивидуальной застройки в восточной части Ссёлок. Название связано с широко отмечавшимся в 1996 году 300-летием российского флота, к развитию и становлению которого Липецк имел непосредственное отношение (см. Липецкие железоделательные заводы).
Улица застраивается частными домами.

## Транспорт
- автобусы 39, 44. Остановка: «Ссёлки-2».